# مشاع حجت‌آباد
مشاع حجت‌آباد یا مشاع قاسم پور رضایی روستایی در دهستان ارسک بخش ارسک شهرستان بشرویه استان خراسان جنوبی ایران است.

## جمعیت
بر پایه سرشماری عمومی نفوس و مسکن در سال ۱۳۹۵ جمعیت این روستا ۶۵ نفر (۲۹خانوار) بوده‌است.